# 로스앤젤레스 메트로 E선
로스앤젤레스 메트로 E선(영어: Los Angeles Metro E Line)은 로스앤젤레스 메트로 노선 중 하나이다. 2012년에 개통함으로써 로스앤젤레스 메트로의 6번째 노선이 된다.
E선은 대부분 구 퍼시픽 일렉트릭 샌타모니카 에어라인의 관할 경로를 따르고 있다. 이 철도의 여객 운행은 1953년에 종료되었다. 원래의 역구조는 재사용되지 않았지만 여러 E선역은 에어라인 역과 동일한 위치에 구축되었다.
개통 당시 노선명은 로스앤젤레스 광역철도 엑스포선 또는 로스앤젤레스 메트로 엑스포 라인(Los Angeles Metro Expo Line)이었다. 이 노선이 로스앤젤레스의 엑스포지션 길(Exposition Blvd) 위에 다니는 노선이기 때문에 노선명도 이를 줄인 "엑스포선"으로 불리었다.
메트로에서는 2019년 11월 2일 이후 엑스포선을 "E선"(E Line)으로 지칭하기 시작했으며, 아쿠아 색상은 유지되고 있다. 리저널 커넥터(Regional Connector)가 2022년에 완료되면 현재의 E선이 기존 L선의 동쪽 부분과 연결되어 연장 E선이 구축되어, 노선색은 금색으로 표시하게 된다.

## 노선 정보

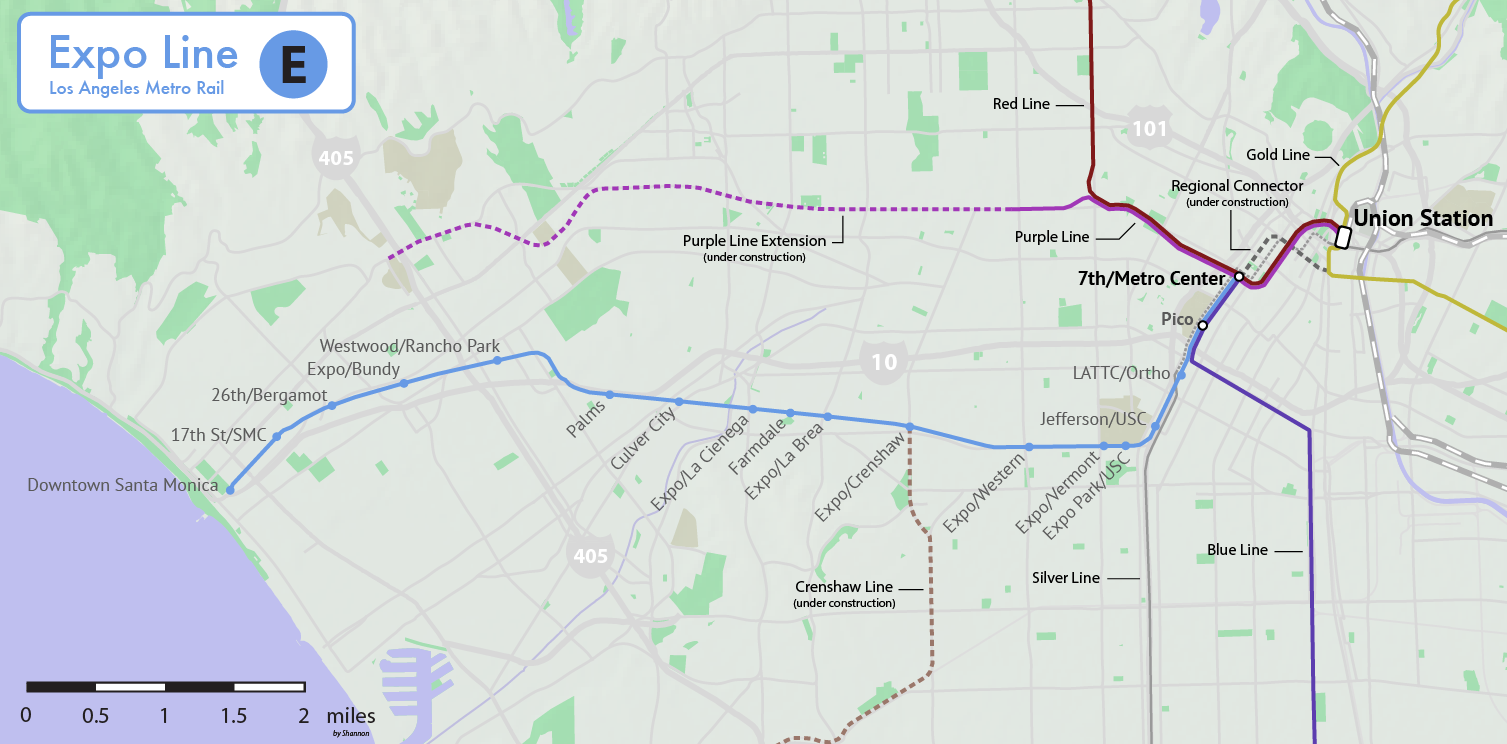
다른 메트로 노선에 대한 E선의 노선도. 시공 및 계획 구간은 점선으로 표시되었다.

### 운행시간
E선은 평일 오전 4시 30분부터 오전 2시까지, 금요일과 토요일은 오전 2시 30분까지 운행한다.

### 배차간격
2016년 12월 기준으로 열차는 혼잡시간대에 약 6분 간격으로, 낮에는 12분 간격으로, 저녁에는 10분 간격으로 운행되며, 자정 이후에는 약 20분 간격으로 운행된다.

### 속도
이 노선의 최대 속도는 55 mph (89 km/h)이다. 다운타운 로스앤젤레스와 다운타운 샌타모니카 내에서는 속도가 감소한다.

## 역사

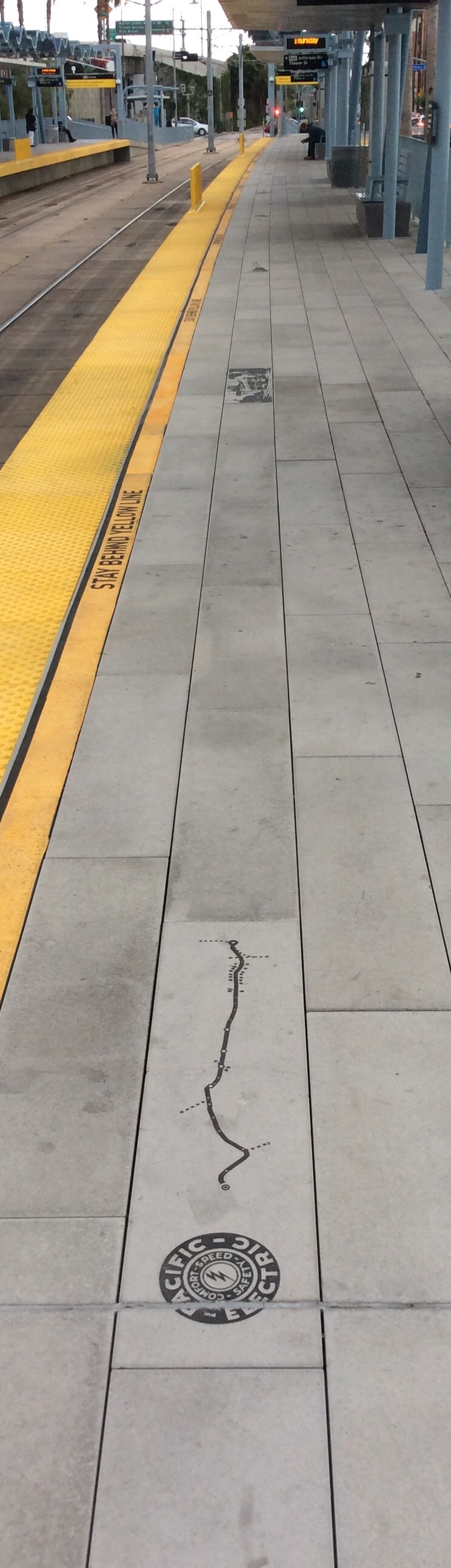
엑스포선의 승강장에는 퍼시픽 전철의 역사가 쓰여져 있다.

1900년때 로스앤젤레스는 퍼시픽 전철 (Pacific Electric Railway)이라는 노면전차 철도망이 있었다. 로스앤젤레스의 대부분 지역에 운영하던 매우 의존이 강한 대중교통이었으며, 그의 노선 중 하나는 현재의 엑스포지션 길 위에 다녔다. 1920년때부터 자가용이랑 고속도로가 생겨 노면전차의 인기가 하락하기 시작하여 1950년때에는 엑스포선 포함하여 대부분 퍼시픽 전철의 노선들이 폐업했다. 1961년, 자가용의 인기가 하늘을 찌를뜻하자 마지막 노면전차 노선이 폐업하여 드디어 퍼시픽 전철은 역사 속으로 사라져 버리게 되었다.
그러나 1970년, 로스앤젤레스의 대표 교통인 자동차가 품내는 오염가스가 도시의 공기를 매우 나쁘고 탁하게 만들어 도시재단이 다시 전철을 부활하자는 의견을 세우고 있었다. 하지만, 이미 전부 폐업해버린 퍼시픽 전철을 부활시키기엔 너무나 많은 돈과 손해 위험을 볼 수 있기에 별로 의견은 무시되었다. 한편, 엣 엑스포지션 길 위에 다니던 노면전차 철도길은 차도로와 주차창, 건물들로 교체되었으나 여전히 퍼시픽 철도회사의 후계자인 로스앤젤레스 도시 교통국이 그 땅의 권리를 갖고 있었다. 이 소유권이 나중에 로스앤젤레스 메트로가 엑스포선을 지을 때 땅 소유자 논란을 피할 수 있었던 큰 힘이 되었다.
1990년에 로스앤젤레스 메트로가 파란선(현 A선)을 완공하여 개업했을때, 엑스포지션 길 위에 경전철 노선을 지을 계획을 본격적으로 짜기 시작하여 2012년에 7번가/메트로센터역부터 컬버시티역까지 총 12개의 역인 엑스포선(현 E선) 1단계 구간을 개장했다. 현재의 E선의 철도길이 한때 퍼시픽 전철이 다니던 노선을 고려하여 7번가/메트로센터역과 피코역을 제외한 모든 E선의 승강장 바닥에 퍼시픽 전철의 역사가 쓰여져 있다.

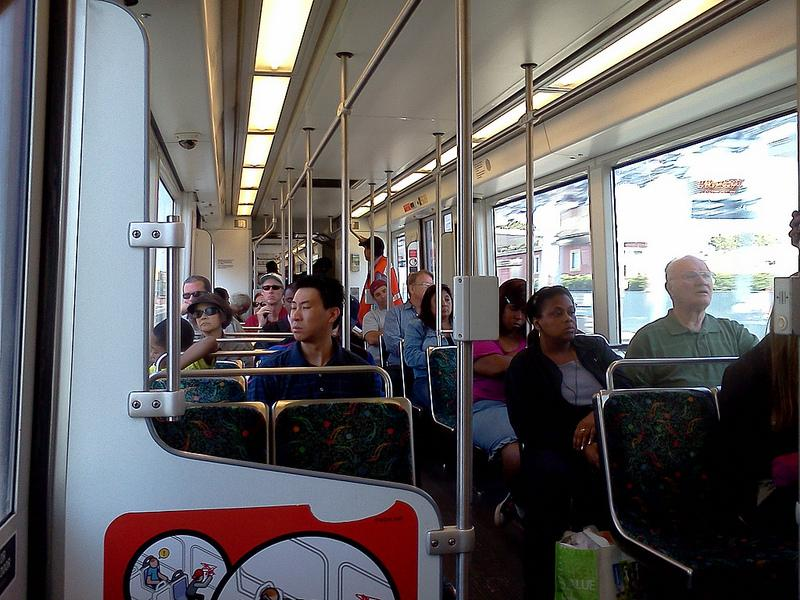
컬버시티 방면 첫차 내부

## 역 목록
| 역명                                                    | 지상 지하 | 접속 노선       | 역간 거리 | 영업 거리 | 소재지       | 소재지                                     |
| ------------------------------------------------------- | --------- | --------------- | --------- | --------- | ------------ | ------------------------------------------ |
| 7번가/메트로센터 7th Street/Metro Center                | 지하      | A선 B선 D선 J선 | -         | 0.0       | 로스앤젤레스 | 다운타운 로스앤젤레스 Downtown Los Angeles |
| 피코 Pico                                               | 지상      | A선 J선         | 1.6       | 1.6       | 로스앤젤레스 | 다운타운 로스앤젤레스 Downtown Los Angeles |
| LATTC/정형외과병원 LATTC/Ortho Institute                | 지상      | J선             | 0.8       | 2.4       | 로스앤젤레스 | 다운타운 로스앤젤레스 Downtown Los Angeles |
| 제퍼슨/USC Jefferson/USC                                | 지상      |                 | 0.9       | 3.3       | 로스앤젤레스 | 대학공원 University Park                   |
| 엑스포공원/USC Expo Park/USC                            | 지상      |                 | 0.9       | 4.2       | 로스앤젤레스 | 대학공원 University Park                   |
| 엑스포/버몬트 Expo/Vermont                              | 지상      |                 | 0.8       | 5.0       | 로스앤젤레스 | 엑스포지션공원 Exposition Park             |
| 엑스포/웨스턴 Expo/Vermont                              | 지상      |                 | 1.4       | 6.4       | 로스앤젤레스 | 엑스포지션공원 Exposition Park             |
| 엑스포/크렌쇼 Expo/Crenshaw                             | 지상      |                 | 0.7       | 7.1       | 로스앤젤레스 | 제퍼슨공원 Jefferson Park                  |
| 팜데일 Farmdale                                         | 지상      |                 | 1.2       | 8.3       | 로스앤젤레스 | 웨스트 애덤스 West Adams                   |
| 엑스포/라브레아 Expo/La Brea                            | 지상      |                 | 1.0       | 9.3       | 로스앤젤레스 | 웨스트 애덤스 West Adams                   |
| 라시에네가/제퍼슨 La Cienega/Jefferson                  | 지상      |                 | 0.7       | 10.0      | 로스앤젤레스 | 웨스트 애덤스 West Adams                   |
| 컬버시티 Culver City                                    | 지상      |                 | 0.9       | 10.9      | 로스앤젤레스 | 컬버시티 Culver City                       |
| 팜스 Palms                                              | 지상      |                 |           |           | 로스앤젤레스 | 팜스 Palms                                 |
| 웨스트우드/랜초공원 Westwood/Rancho Park                | 지상      |                 |           |           | 로스앤젤레스 | 랜초파크 Rancho Park                       |
| 엑스포/세풀베다 Expo/Sepulveda                          | 지상      |                 |           |           | 로스앤젤레스 | 웨스트 로스앤젤레스 West Los Angeles       |
| 엑스포/번디 Expo/Bundy                                  | 지상      |                 |           |           | 로스앤젤레스 | 웨스트 로스앤젤레스 West Los Angeles       |
| 26번가/베르가못 26th Street/Bergamot                    | 지상      |                 |           |           | 로스앤젤레스 | 샌타모니카 Santa Monica                    |
| 17번가/샌타모니카 대학 17th Street/Santa Monica College | 지상      |                 |           |           | 로스앤젤레스 | 샌타모니카 Santa Monica                    |
| 다운타운 샌타모니카 Downtown Santa Monica               | 지상      |                 |           |           | 로스앤젤레스 | 샌타모니카 Santa Monica                    |

## 관리

### 유지보수시설
기존에는 E선에 사용된 차량은 A선에서 사용한 것과 같은 정비시설인 캘리포니아주 롱비치의 11 yard에 정비돼 있었다. 그러나 2단계 완료와 함께 스튜어트가(Stewart Street) 동쪽과 엑스포지션 대로의 북쪽에 위치한 샌타모니카의 26번가/베르가모트역 인근에 새로운 정비시설인 14 yard가 개장되었다. 2단계의 완료와 함께 개장되었다.

### 철도 차량
메트로의 다른 경전철 네트워크와 호환되는 E선은 표준 메트로 경전철 차량(닛폰샤료 P2020, 지멘스 P2000, 긴키 차량 P3010)을 A선과 공유한다. 메트로 측은 혼잡시간에 6분 동안 운행하는 3량 열차를 E선에서 운행하기 위해 47개의 경전철을 보유하고 있는 것으로 보고있다.

## 자전거도로
E선 자전거 도로는 경전철 노선과 평행을 이루며, 엑스포지션 대로의 자전거 전용 도로와 혼합되어 있고, 철도 노선의 도로 병행하지 않는 구간와 나란히 놓여있다.

## 같이 보기
- 로스앤젤레스 메트로